# Nepeta cantabrica
Nepeta cantabrica là một loài thực vật có hoa trong họ Hoa môi. Loài này được Ubera & Valdés mô tả khoa học đầu tiên năm 1983.